# 白馬駅 (平安北道)
白馬駅（ペンマえき）は朝鮮民主主義人民共和国平安北道枇峴郡に位置する朝鮮民主主義人民共和国鉄道省白馬線の駅である。